# Pirarajá
Pirarajá es una localidad uruguaya del departamento de Lavalleja.

## Ubicación
La localidad se encuentra situada en la zona noreste del departamento de Lavalleja, al sur del arroyo Pirarajá, y sobre la ruta 8  en su km 217, junto al empalme con la ruta 40.

## Historia
Pirarajá fue fundado en 1895 por Luis Caselli y Diego L. Alfonsín con el nombre de Santa María. Años más tarde por ley 3136 de 22 de diciembre de 1906 fue elevado a la categoría de pueblo.

## Población
Según el censo de 2023 la localidad contaba con una población de 740 habitantes.
| 914           | 910 | 773 | 737 | 967 | 713 | 740 |
| (Fuente: INE) |     |     |     |     |     |     |